# Ronde van Limburg 2013
Il Ronde van Limburg 2013, sessantaduesima edizione della corsa, valido come evento dell'UCI Europe Tour 2013 categoria 1.2, si svolse il 9 maggio 2013 su un percorso di 206 km, con partenza ed arrivo a Tongeren. Fu vinto dal belga Olivier Chevalier in 4h 47' 30" alla media di 42,99 km/h.
Furono 87 i ciclisti che completarono la competizione.

## Ordine d'arrivo (Top 10)
| Pos. | Corridore         | Squadra      | Tempo    |
| ---- | ----------------- | ------------ | -------- |
| 1    | Olivier Chevalier | Wallonie     | 4h47'30" |
| 2    | Kevin Claeys      | Crelan       | s.t.     |
| 3    | Huub Duyn         | De Rijke     | s.t.     |
| 4    | Steven Caethoven  | AccentJobs   | s.t.     |
| 5    | Jérôme Baugnies   | To Win-Josan | s.t.     |
| 6    | Glenn O'Shea      | An Post      | s.t.     |
| 7    | Jesper Asselman   | Metec-TKH    | s.t.     |
| 8    | Niels Albert      | BKCP         | s.t.     |
| 9    | Jorne Carolus     | Lotto U23    | s.t.     |
| 10   | Wim Stroetinga    | Koga         | a 14"    |